# 연골무형성증
연골무형성증(軟骨無形性症, 영어: achondroplasia)은 유전 질환의 하나로 왜소증을 유발하며, 상염색체 우성으로 유전된다. 이 질환을 가진 성인의 평균 신장은 작아, 약 120 ~ 130 센티미터이다. 또한 팔다리가 짧으며, 머리가 크고 이마가 튀어나왔다. 대개 생명에는 큰 지장이 없다. 발병빈도는 신생아 25000명에 한명으로 나타나며, 태어나기 전에 초음파 검사로 확인이 가능하다.

## 증상
증상은 다음과 같다.
- 불균형성 왜소증
- 몸중심부로부터 짧은 팔과 다리
- 짧은 손가락과 발가락
- 큰 머리와 척추후만증과 척추전만증
- 수두증

## 원인
연골무형성증은 상염색체에서 우성으로 유전되며, 섬유아세포 성장인자 수용체 3(FGFR3) 변형으로 단백질 배열의 380번 위치에 있는 글리신이 아르기닌으로 바뀐 것이 발병의 원인으로 대체로 짧아진 뼈 형성으로 증상이 나타난다.

## 진단
출생 전 태아 상태에서 진단할 수 있는데, 양수검사 또는 융모막검사를 통한 유전자 검사로 FGFR3 유전자의 돌연변이를 발견할 수 있고, 임신 3기 이후에는 초음파를 이용해 태아의 긴뼈의 형태와 대칭성을 관찰하여 질병을 확인할 수 있다. 출생 후에는 전문의의 검사와 단순 방사선 촬영으로 이 질환의 특징적인 골 변형을 관찰할 수 있다.

## 치료
연골무형성증의 원인으로 섬유아세포 성장인자 수용체 3가 발견되었음에도 마땅한 치료법이 개발되지 않은 상태이며, 치료에는 성장호르몬이 사용되고 있지만 연골무형성증 환자에게 뚜렷한 효과가 없었으며 첫 1-2년까지는 효과가 있는 것으로 보였으나, 이후에는 뼈의 성장이 감소하는 증상이 완화되지 않았다.

## 참고 문헌
- [네이버 지식백과] 연골무형성증 [Achondroplasia] (희귀난치성질환 정보, 국립보건연구원 희귀난치성질환센터)